# Igazságügyi írásszakértő
Az igazságügyi írásszakértők az egyes iratok keletkezési körülményeit, az író személyének beazonosítását végzik. Mivel az írás során végbemenő izommozgásokat az agy reflexszerűen végzi, így a fiziológiai folyamatok meghatározzák e mozgások térbeli elhelyezését, kiterjedését és formáját. A mozgások és az írást befolyásoló pszichológiai és készségbeli adottságok finom hatásainak összegzése alapján az írások 98%-os valószínűséggel beazonosíthatóak. Az íráskép alapján lehet következtetni az író adott pillanatban meglévő lelki állapotára. Így például az izgatottság hatására változik az íráskép, amelyből feltételesen lehet következtetni arra, hogy az írás kényszer hatására született-e. 
Ugyanakkor fontos kiemelni, hogy a grafológia nevű áltudomány állításával ellentétben nem lehet következtetni az író személyiségjegyeire, képességeire. Valójában csak bizonyos neurológiai és egyéb betegségek szűrhetők ki az íráskép alapján.
Az igazságügyi írásszakértők feladatai:
- kézírások, aláírások azonosítása,
- szerződések, okiratok eredetiség vizsgálata,
- magánokiratok írásazonosítási feladatai,
- technikai hamisítási módszerek kizárása vagy feltárása,
- kézi hamisítási módszerek kizárása vagy feltárása.

Magyarországon a kriminalisztikai írásszakértőket az Nemzeti Közszolgálati Egyetem krimináltechnikai tanszékén képzik.